# Nagroda Newsweeka im. Teresy Torańskiej
Nagroda Newsweeka im. Teresy Torańskiej – polska nagroda przyznawana corocznie przez związaną z tygodnikiem „Newsweek” Fundację im. Teresy Torańskiej. Wyróżnia się nią „najlepszych autorów, uczestników życia społecznego, gospodarczego i politycznego oraz wybitnie uzdolnioną młodzież”. Pierwsza edycja nagrody odbyła się w roku 2013.
Przyznaje się ją w następujących kategoriach:
- „Najlepszy materiał dziennikarski”
- „Najlepsza książka”
- Stypendium im. Teresy Torańskiej
- za działalność publiczną.
- Najlepsze w Internecie (od 2016)

Nagrody przyznane w trzech pierwszych kategoriach mają wymiar pieniężny.

## Kapituła Nagrody
Nagrody przyznaje Kapituła Nagrody Newsweeka im. Teresy Torańskiej. W 2015 należeli do niej m.in.:
- Leszek Balcerowicz
- Stefan Bratkowski
- Artur Domosławski
- Krystyna Kofta[2].

## Nominacje i laureaci I edycji (2013)

### Nominacje
- „Najlepszy materiał dziennikarski”: Magdalena Szwarc (dwukrotnie), Ewa Wołkanowska-Kołodziej, Grzegorz Szymanik, Magdalena Kicińska, Filip Skrońc, Daniel Flis, Joanna Turowicz, Cezary Łasiczka, Jakub Janiszewski, Edyta Krześniak, Aleksandra Rek, Krzysztof Glondys, Krzysztof Włostowski
- „Najlepsza książka”: Matthew Brzeziński („Armia Izaaka. Walka i opór polskich Żydów”, Znak), Adam Leszczyński („Zbawcy mórz”, Wielka Litera), Małgorzata Rejmer („Bukareszt. Kurz i krew”, Czarne), Remigiusz Grzela („Było, więc minęło, PWN), Michał Książek („Jakuck”, Czarne), Anne Applebaum („Za żelazną kurtyną”, Świat książki)
- Stypendium im. Teresy Torańskiej: Bartłomiej Pograniczny („W tym roku nie miałem czasu nawet na Hollywood”, Batorak), Kamil Bałuk („Zostań, kto nam tak posprząta”, Gazeta Wyborcza, Duży Format), Konrad Oprzędek („Magdaleny Mierzwińskiej życie bez przeszłości”, Gazeta Wyborcza, Wysokie Obcasy), Katarzyna Osiadło („Licealista miał narkotyki”, Gazeta Wyborcza), Ewelina Karpowiak („Transseksualistka opowiada: 'Zdradził mnie seks'”, Gazeta.pl Łódź), Grzegorz Szymanik („Teraz wszyscy jesteśmy twoimi oczami, Ahmedzie Hararo”, Gazeta Wyborcza, Duży Format), Kalina Błażejowska („Uciekinier”, Tygodnik Powszechny)[3][4]

### Laureaci
- „Najlepszy materiał dziennikarski”: Edyta Krześniak („Afera Antybiotykowa”, Uwaga TVN)
- „Najlepsza książka”: Małgorzata Rejmer („Bukareszt. Kurz i krew”, Wydawnictwo Czarne)
- Stypendium im. Teresy Torańskiej: Bartłomiej Pograniczny („W tym roku nie miałem czasu nawet na Hollywood”, Batorak)
- Nagroda za działalność publiczną: Jerzy Stępień[5].

## Nominacje i laureaci II edycji (2014)

### Nominacje
- „Najlepszy materiał dziennikarski”: Małgorzata Kozera (film „Był bunt” wyemitowany w TVP Kultura), Katarzyna Kolenda-Zaleska (film „Strateg”, TVN), Grzegorz Sroczyński  (cykl wywiadów, Gazeta Wyborcza)
- „Najlepsza książka”: Magdalena Grochowska („Strzelecki. Śladem nadziei”, Świat Książki), Alexandra Richie („Warszawa 1944. Tragiczne powstanie”, Wydawnictwo W.A.B.), Shana Penn („Sekret Solidarności. Kobiety, które pokonały komunizm w Polsce”, Wydawnictwo W.A.B.)
- Stypendium im. Teresy Torańskiej: Kalina Błażejowska („Szeherezada ze Zgierza”, Tygodnik Powszechny), Grzegorz Szymanik (m.in. „Pomarańczowo-czarne popołudnie”, Duży Format), Kamil Bałuk (m.in. „Zeszyt zgonów” i „Awantura o misia”, Duży Format)[3][6]

### Laureaci
- „Najlepszy materiał dziennikarski”: Małgorzata Kozera (film „Był bunt” wyemitowany w TVP Kultura)
- „Najlepsza książka”: Alexandra Richie („Warszawa 1944. Tragiczne powstanie”, Wydawnictwo W.A.B.)
- Stypendium im. Teresy Torańskiej: Kalina Błażejowska (artykuł „Szeherezada ze Zgierza” opublikowany w „Tygodniku Powszechnym”.
- Nagroda za działalność publiczną: ks. Jan Kaczkowski (dyrektor Puckiego Hospicjum pw. św. Ojca Pio)[7].

## Nominacje i laureaci III edycji (2015)

### Nominacje
- Kategoria „Najlepszy materiał dziennikarski”: Justyna Kopińska, Donata Subbotko, Ewa Wołkanowska-Kołodziej
- Stypendium im. Teresy Torańskiej: Szymon Opryszek i Maria Hawranek (wspólna praca), Karolina Przewrocka, Grzegorz Szymanik
- Kategoria „Najlepsza książka”: Magdalena Grzebałkowska („1945. Wojna i pokój”), Wojciech Jagielski („Wszystkie wojny Lary”), Anna Janko („Mała zagłada”), Aleksander Kaczorowski („Havel. Zemsta bezsilnych”), Anna Kłys („Tajemnica pana Cukra”)[2].

### Laureaci
- „Najlepszy materiał dziennikarski”: Justyna Kopińska
- „Najlepsza książka”: Magdalena Grzebałkowska (1945. Wojna i pokój)
- Stypendium im. Teresy Torańskiej: Grzegorz Szymanik
- Nagroda za działalność publiczną: prof. Ewa Łętowska i Szymon Hołownia[8]

## Nominacje i laureaci IV edycji (2016)

### Nominacje
- „Najlepsza książka”: Jacek Hugo-Bader („Skucha”), Joanna Olczak-Ronikier („Wtedy. O powojennym Krakowie”), Marek Rabij („Życie na miarę. Odzieżowe niewolnictwo”), Bartek Sabela („Wszystkie Ziarna Piasku”) oraz Witold Szabłowski („Sprawiedliwi zdrajcy. Sąsiedzie z Wołynia”)
- „Najlepszy reportaż”: Ewa Kaleta („Test gołębia”), Tomasz Kwaśniewski („Mój dziadek wyklęty”), Anna Kalita („Tu nie ma sprawiedliwości”), Magdalena Nimer („Tempelhof szczypie w oczy”) oraz Donata Subbotko („Rozmowa z prof. Henrykiem Samsonowiczem”)
- Internet: Nina Harbuz („Kobiety III Rzeszy”), Konrad Kruczkowski („Jesteśmy głusi”), Grażyna Latos („Sabha o nic nie prosi”) oraz Marek Szymaniak („Świat się dusi. To oni płacą za Twoje tanie ciuchy i komórkę”)[9]

### Laureaci
- Reportaż: Tomasz Kwaśniewski „Mój dziadek wyklęty”, opublikowany w „Dużym Formacie”;
- Najlepsza książka: „Sprawiedliwi zdrajcy. Sąsiedzie z Wołynia” Witolda Szabłowskiego
- Działalność społeczna: Andrzej Rzepliński i Adam Bodnar
- Najlepsze w Internecie: Konrad Kruczkowski „Jesteśmy głusi”[10]

## Nominacje i laureaci V edycji (2017)

### Nominacje
- Reportaż: Wojciech Bojanowski „Reportaż o Igorze Stachowiaku”, Urszula Jabłońska „Zasnąć obok wściekłego psa”, Mirosław Wlekły „Niewolnicy z bananowej republiki”, Katarzyna Włodkowska „Dom zły"
- Najlepsza książka: Agnieszka Dauksza „Klub Auschwitz i inne kluby”, Marek Łuszczyna „Małe zbrodnie. Polskie obozy koncentracyjne”, Jarosław Mikołajewski „Terremoto, Dowody na istnienie”, Robert Walenciak „Modzelewski-Werblan. Polska Ludowa"
- Internet: Nina Harbuz „Myślałem że dorastam w normalnym domu”, Bartosz Józefiak „Małe miasto i muzułmanie. Ełk po zabójstwie Daniela”, Paweł Kapusta „Trudno ratować kogoś, kogo życie rozlało się po podłodze i kapie”, Bianka Mikołajewska, Konrad Szczygieł „Cykl 3 materiałów o działalności min. Szyszki”[11]

### Laureaci
- Najlepszy materiał dziennikarski: Wojciech Bojanowski
- Najlepsza książka: Agnieszka Dauksza „Klub Auschwitz i inne kluby”
- Działalność społeczna: Maja Ostaszewska
- Najlepsze w Internecie: Paweł Kapusta „Trudno kogoś ratować, gdy życie rozlewa się po podłodze i kapie z 5. na 4. piętro”[12]

## Nominacje i laureaci VI edycji (2018)

### Nominacje
- Najlepszy materiał dziennikarski: - Ludmiła Anannikova „Niepełnosprawny? No to dożywocie”, Grzegorz Głuszak „Sprawa Komendy”, Bertold Kittel, Piotr Wacowski, Anna Sobolewska „Polscy neonaziści”
- Najlepsza książka: Jacek Hołub „Żeby umarło przede mną. Opowieści matek niepełnosprawnych dzieci”, Małgorzata Szejnert „Wyspa węży”, Michał Wójcik „Treblinka 43. Bunt w fabryce śmierci”
- Najlepsze w Internecie: Bartosz Józefiak „Zanim zadzwonisz na 112, bo zapomniałeś PIN-u do telefonu, przeczytaj ten tekst”, Magdalena Chodownik „Wojna, która ma zapach barbowalu”, Mateusz Ratajczak za cykl artykułów: „Wilk z Wall Street” w Polsce. Ujawniamy, jak się bawią pracownicy „kotłowni”, Warszawskie „kotłownie”. Wyciągną ostatni grosz od inwalidy i wyśmieją straty klientów; „Mój wujek jest miliarderem, a ja pomogę panu zarabiać. Ta historia trafiła na biurko Zbigniewa Ziobry”

### Laureaci
- Najlepszy materiał dziennikarski: Ludmiła Anannikova, „Niepełnosprawny? No to dożywocie”
- Najlepsza książka: Michał Wójcik, „Treblinka 43. Bunt w fabryce śmierci”
- Działalność publiczna: Wolne Sądy
- Najlepsze w Internecie: Mateusz Ratajczak za cykl artykułów: „Wilk z Wall Street” w Polsce. Ujawniamy, jak się bawią pracownicy „kotłowni”, Warszawskie „kotłownie”. Wyciągną ostatni grosz od inwalidy i wyśmieją straty klientów; „Mój wujek jest miliarderem, a ja pomogę panu zarabiać. Ta historia trafiła na biurko Zbigniewa Ziobry”[13]

## Laureaci VII edycji (2019)
- Najlepszy materiał dziennikarski: Tomasz i Marek Sekielscy za film Tylko nie mów nikomu
- Najlepsza książka: Katarzyna Surmiak-Domańska za Kieślowski. Zbliżenie
- Działalność publiczna: Paweł Juszczyszyn[14]

## Nominacje i laureaci VIII edycji (2020)

### Nominacje
- Najlepszy materiał dziennikarski: Mateusz Baczyński, "Historia kłamstwa. Jak szukano zabójców Iwony Cygan", Onet; Kamil Bałuk, "Czas docierania. Wywiad z o. Maciejem Ziębą", Przekrój; Ewa Grochowska, "Chleb krew i święta troska", Dwutygodnik; Oktawia Kromer, "Tęczowa Polska walcząca", Gazeta Wyborcza/Duży Format; Agnieszka Rodowicz, "Od wczoraj nic nie jadłem", Gazeta Wyborcza/Duży Format; Katarzyna Włodkowska, "Posiedzę dwa lata i wyjdę", Gazeta Wyborcza/Duży Format; Marcin Wójcik, "Zły dotyk biskupa z Krakowa", Gazeta Wyborcza/Duży Format.
- Najlepsza książka:  Witold Bereś, Janusz Schwertner, "Szramy", WIELKA LITERA; Hanka Grupińska, "Dalekowysoko. Tybetańczycy bez ziemi", WIELKA LITERA; Dorota Karaś, Marek Sterlingow, "Walentynowicz. Anna szuka raju", ZNAK; Anna Kaszuba-Dębska, "Bruno. Epoka genialna", ZNAK; Paweł Piotr Reszka, "Płuczki. Poszukiwacze żydowskiego złota", AGORA; Karolina Sulej, "Rzeczy osobiste", Czerwone i Czarne; Mirosław Tryczyk, "Drzazga. Kłamstwa silniejsze niż śmierć", ZNAK[15]

### Laureaci
- Najlepszy materiał dziennikarski: Mateusz Baczyński, "Historia kłamstwa. Jak szukano zabójców Iwony Cygan", Onet
- Najlepsza Książka: Karolina Sulej, "Rzeczy osobiste", Czerwone i Czarne[16]